# Podarcis pityusensis
Podarcis pityusensis là một loài thằn lằn trong họ Lacertidae. Loài này được Boscá mô tả khoa học đầu tiên năm 1883.

## Hình ảnh

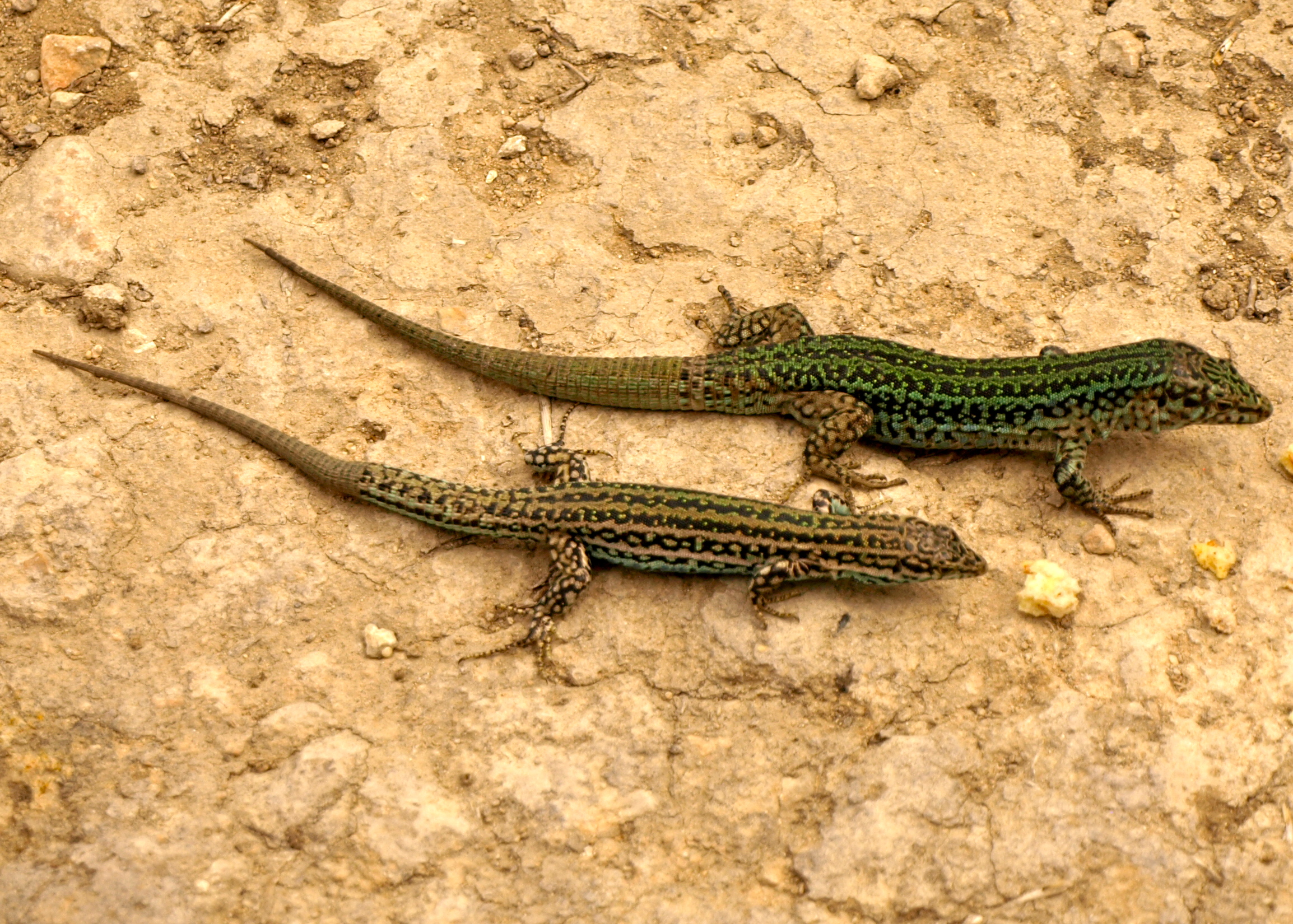
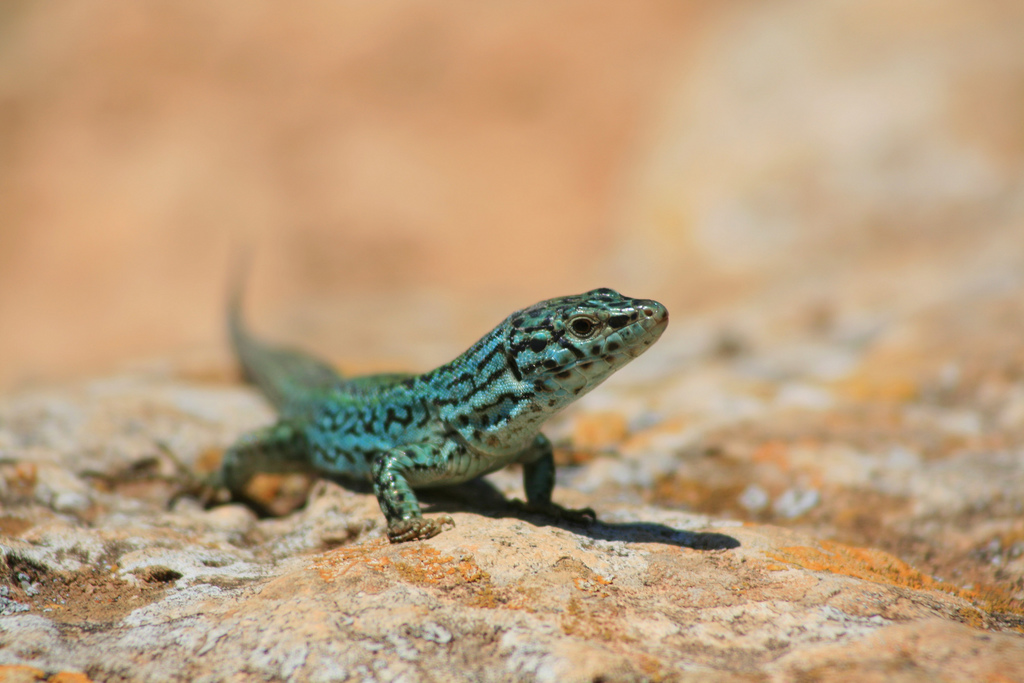